# Ichnanthus ruprechtii
Ichnanthus ruprechtii är en gräsart som beskrevs av Johann es Christoph Christian Döll. Ichnanthus ruprechtii ingår i släktet Ichnanthus och familjen gräs. Inga underarter finns listade i Catalogue of Life.